# Mariano Ignacio Prado
Mariano Ignacio Prado Ochoa (Huánuco, 18 de diciembre de 1825-París, 5 de mayo de 1901) fue un militar y político peruano, que llegó a ser presidente de la República en dos ocasiones. En la primera fue sucesivamente dictador, presidente provisorio y presidente constitucional (1865-1868); y en la segunda, presidente constitucional (1876-1879).
Inició una ascendente carrera militar en 1853, participando en las guerras y revoluciones republicanas del Perú. Prefecto de Arequipa en 1864, encabezó una revolución nacionalista contra el gobierno de Juan Antonio Pezet en protesta por la suscripción del tratado Vivanco-Pareja, considerado humillante y contrario a los intereses del país. Instauró una dictadura en 1865, y preparó a la nación para enfrentarse a las fuerzas españolas, y al año siguiente, el resultado favorable del combate del Dos de Mayo en el Callao lo elevó a la categoría de héroe nacional. En 1867, convocó a un Congreso Constituyente y asumió la presidencia provisoria. Tras proclamarse la Constitución Política de 1867, asumió la presidencia constitucional. Pero tuvo que enfrentar una revolución en Arequipa y otra en Chiclayo, que defendían la Constitución de 1860, siendo derrotado. Renunció al poder en 1868 y se trasladó a Chile, donde se dedicó a los negocios mineros. Volvió al Perú en 1872, con el apoyo del Partido Civil, logrando su segunda elección como presidente constitucional en 1876.
En 1879, enfrentó el inicio de la guerra del Pacífico. Tras las derrotas navales y terrestres en el sur y a falta de armamento y equipo para abastecer a las tropas, viajó a Europa, momento el cual fue aprovechado por Nicolás de Piérola para realizar un golpe de Estado impidiéndole su regreso hasta bien terminada la guerra. En 1887, bajo el primer gobierno de Andrés Avelino Cáceres, retornó al Perú con el fin de rehabilitar su imagen. Tiempo después pasó a Europa, falleciendo en París el 5 de mayo de 1901, víctima de un cáncer lumbar.

## Biografía

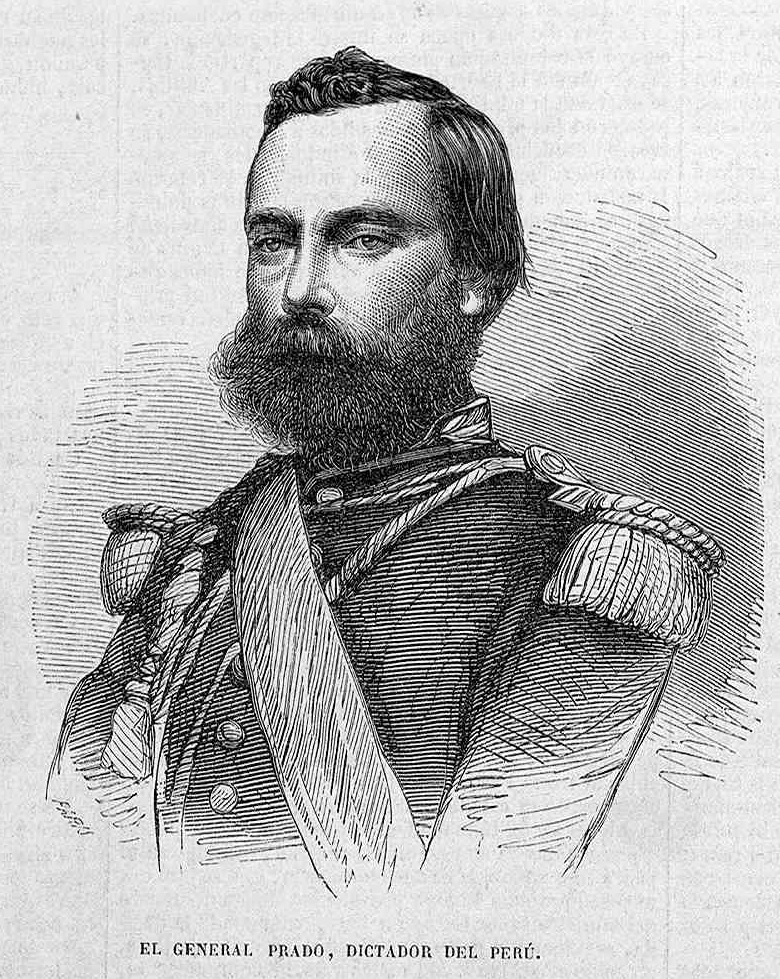
Mariano Ignacio Prado, dictador en 1866.

Fue el segundo hijo de Ignacio Prado Marín y de Francisca Ochoa Tafur, miembros de una familia destacada de criollos de Huánuco, dedicada a la agricultura, aunque no tan acaudalada. Su padre fue un personaje notable de la región, que participó en la guerra de la independencia a favor de los patriotas y llegó a ser alcalde de Huánuco.
Cuando su padre fue asesinado, Mariano vivió su niñez y parte de su juventud en su ciudad natal, donde cursó estudios básicos de 1837 a 1845. Su preceptor, el sacerdote Agustín Rato, consiguió trasladarlo a Lima para que estudiara Derecho en el Convictorio de San Carlos (luego parte de la Universidad de San Marcos), pero no cursó estos estudios pues falleció su hermano mayor por leucemia, teniendo que retornar a Huánuco para administrar los negocios agrícolas de su familia. En 1853 liquidó estos negocios y se estableció en Lima. Dejaba en Huánuco a María Avelina Gutiérrez y a un hijo natural tenido en ella, Leoncio Prado, que con el tiempo llegó a ser uno de los máximos héroes de la Guerra del Pacífico.

### Carrera militar
Se incorporó a la Guardia Nacional con el grado de capitán y criticó los manejos económicos del gobierno de José Rufino Echenique, por lo que fue desterrado a Chile en 1854. Pero regresó y desembarcó en Arica, pasando luego a Arequipa, donde se plegó a la revolución liberal encabezada por el general Ramón Castilla. Tuvo destacada actuación en el curso de esta guerra civil; una de las acciones que dirigió fue la toma del puente de Izcuchaca, el 28 de julio de 1854, donde resistió a las tropas gobiernistas durante 12 horas, el día 2 de agosto, permitiendo así que el ejército revolucionario consolidase sus posiciones. Fue sucesivamente ascendido a sargento mayor y a teniente coronel. Participó en la batalla de La Palma, el 5 de enero de 1855, donde fue derrotado definitivamente el presidente Echenique.
Durante el segundo gobierno de Castilla fue diputado de la Convención Nacional representando a Huánuco (1857). Luego se reincorporó al ejército y asumió el comando del regimiento Lanceros de la Unión, con el que pasó a enfrentar al movimiento revolucionario iniciado por Manuel Ignacio de Vivanco en Arequipa y que intentaba extender hacia el norte. Esta fue la más sangrienta guerra civil que sufrió la República del Perú. Luego de pacificar las provincias norteñas, Prado volvió a Lima, en octubre de 1857, y protestó por la violenta disolución de la Convención Nacional. Requerido nuevamente por el presidente Castilla, marchó al sur para liquidar definitivamente la revolución de Vivanco y participó en el asalto final de Arequipa, el 6 de marzo de 1858, de manera tan activa que  mereció ser inmediatamente ascendido a coronel.
Fue nombrado prefecto de Tacna en 1858, pasando luego a ejercer el mismo cargo en Arequipa, en 1859. Al estallar la guerra con el Ecuador, reasumió el comando de los Lanceros de la Unión y estuvo en la entrada triunfal en Guayaquil, a la izquierda del mismo presidente Castilla, el 29 de diciembre de 1859. Luego quedó acantonado en Piura, hasta 1862 y de allí pasó a Chiclayo, hasta que fue nombrado nuevamente prefecto de Tacna, en 1863, y de Arequipa, en 1864. Posiblemente por esta época conoció a María Magdalena Ugarteche Gutiérrez de Cossío, dama perteneciente a una familia arequipeña de alcurnia, con la que se casó en 1864.

### La revolución contra Pezet

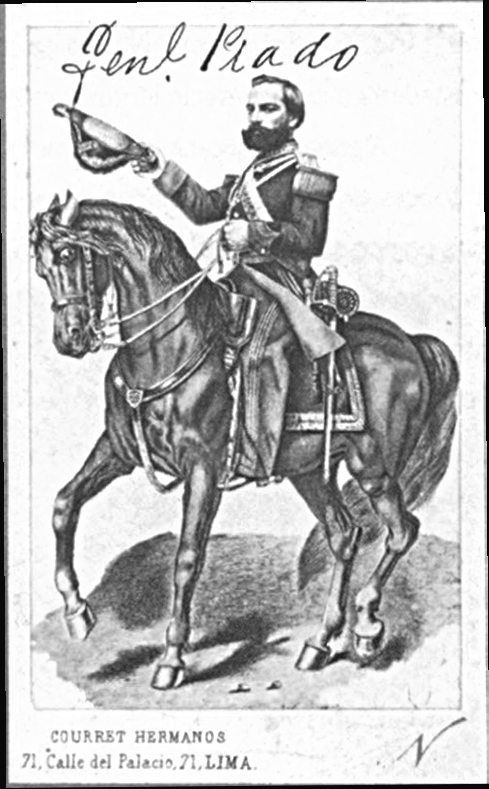
Mariano Ignacio Prado, dictador en 1866.

El 28 de febrero de 1865, el coronel Prado inició una revolución en Arequipa en contra del gobierno del general Juan Antonio Pezet por la firma del Tratado Vivanco-Pareja, considerado como una muestra de debilidad frente a las pretensiones de la Escuadra Española del Pacífico. Esta revolución adoptó el nombre de «restauradora» y sus fuerzas, el «Ejército Restaurador».
Prado marchó hacia el Cuzco y a Ayacucho a fin de dominar todo el sur peruano, preparándose para la toma de la capital, Lima. Simultáneamente, en Chiclayo (norte del Perú), se sublevó el coronel José Balta, convergiendo igualmente su movimiento revolucionario hacia Lima. El 25 de abril de 1865, Prado se proclamó Jefe Supremo Provisorio. Pero los demás revolucionarios invocaron el respeto a la constitucionalidad y por eso pidieron al segundo vicepresidente del gobierno de Pezet, general Pedro Diez Canseco, que asumiera la presidencia. Este aceptó, y se dirigió a Ayacucho, adonde llegó el 24 de junio. Prado lo recibió y le cedió el mando político, conservando para sí la presidencia del gabinete, el ministerio de Guerra y la jefatura militar. Rechazó, sin embargo, el grado de general.
A fines de septiembre de ese mismo año se reunieron en Chincha (sur de Lima) los dos ejércitos revolucionarios, el de Balta y el de Prado, que sumaban en total 10 000 hombres. Allí recibieron el apoyo del gobierno de Chile, porque esta nación ya se encontraba en guerra contra España, a raíz de un pliego de reclamos presentado por el almirante español José Manuel Pareja al gobierno de Chile por supuestos agravios inferidos a España. El gobierno chileno declaró la guerra a España el 24 de septiembre, y para aunar esfuerzos con los peruanos, envió al campamento revolucionario a Benjamín Vicuña Mackenna como su representante.
El 22 de octubre, el «Ejército Restaurador» marchó sobre Lima. El día 27 llegó a Chilca y luego a Lurín, donde acamparon. Prado ingresó por Chorrillos, llegó hasta el pie de las viejas murallas e ingresó por la Portada de Guadalupe (hoy primeras cuadras de Paseo de la República). La defensa de Lima fue muy débil. El Palacio de Gobierno cayó después de un violento combate de seis horas. Pezet, que contaba aún con un ejército, no quiso presentar batalla y se retiró, refugiándose en una corbeta británica surta en el Callao. El vicepresidente Pedro Diez Canseco ingresó triunfante a Palacio el 6 de noviembre de 1865, encargándose de la presidencia provisoria.

### La Dictadura (1865-1868)

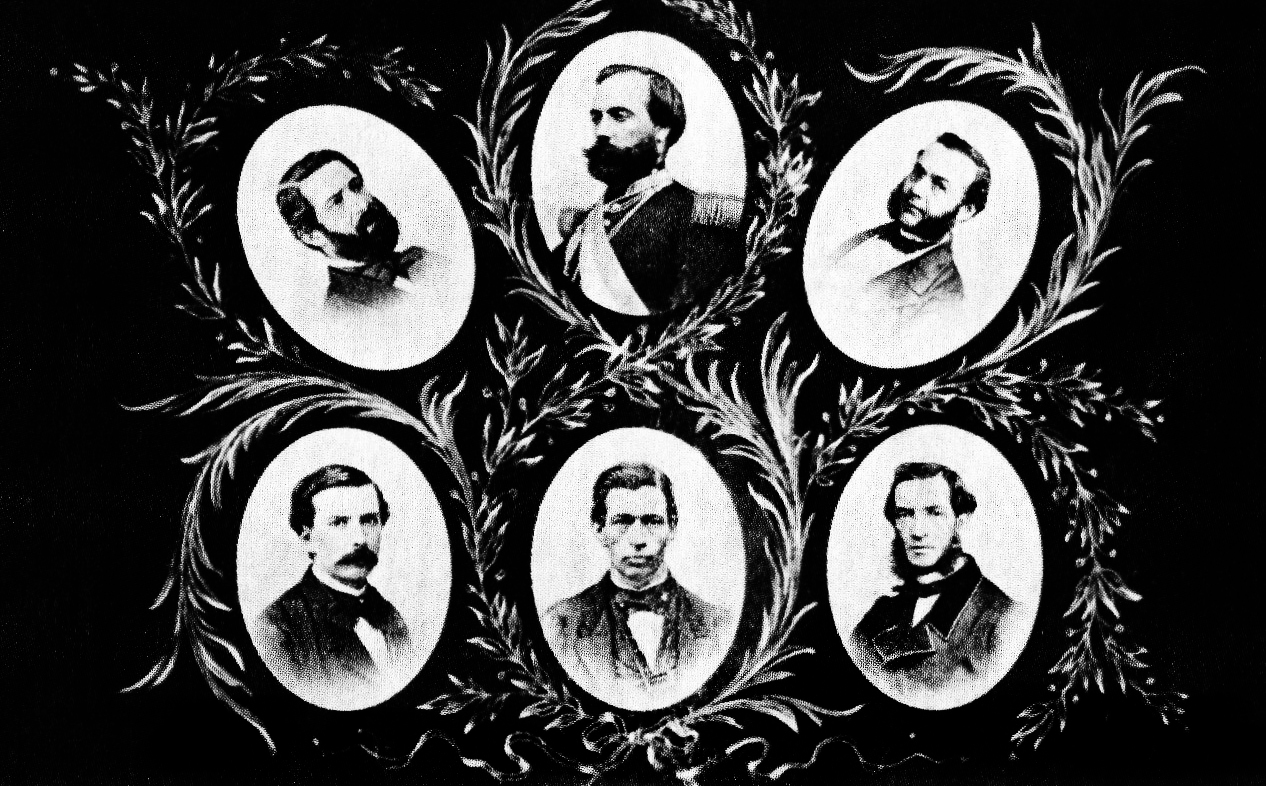
El dictador Mariano Ignacio Prado y su “Gabinete de los Talentos”. José Gálvez Egúsquiza, José María Químper, Manuel Pardo y Lavalle, José Simeón Tejeda y Toribio Pacheco y Rivero.

Pedro Diez Canseco convocó a elecciones presidenciales y a una legislatura extraordinaria del Congreso. Pero contra lo que esperaba la ciudadanía, no adoptó decisiones drásticas con respecto al problema con España. Diez Canseco sostenía que era el Congreso quien debía decidir la declaratoria de guerra; aparentemente quería así ganar tiempo esperando la llegada de los nuevos buques de guerra adquiridos en Europa. Ante esta falta de definición, el día 25 de noviembre de 1865 los jefes del ejército depusieron a Diez Canseco y al día siguiente el pueblo reunido en cabildo abierto en la Plaza de Armas proclamó Dictador al coronel Mariano Ignacio Prado.
De inmediato, Prado conformó un gabinete plural: desde liberales, como José Gálvez Egúsquiza (Guerra y Marina) y José María Químper (Gobierno), hasta otros más conservadores, como Manuel Pardo y Lavalle (Hacienda)  y Toribio Pacheco y Rivero (Relaciones Exteriores). Completaba el gabinete José Simeón Tejeda, en el despacho de Justicia, Instrucción y Beneficencia. El historiador Basadre lo denominó el «Gabinete de los talentos», por la calidad intelectual de todos sus integrantes.

### La guerra contra España
Ante el problema con España, la primera medida importante de la dictadura fue la firma de la alianza defensiva y ofensiva con Chile, el 5 de diciembre de 1865. La declaratoria de guerra de Perú a España se dio el 14 de enero de 1866. El 30 de enero Ecuador se adhirió a la alianza peruano-chilena; el 22 de marzo lo hizo Bolivia. Se conformó así la llamada Cuádruple Alianza.
Las acciones de guerra se sucedieron de inmediato: el combate de Abtao (7 de febrero), en el que se enfrentaron la flota peruano-chilena y una parte de la escuadra española sin resultados concluyentes; el bombardeo de Valparaíso (31 de marzo), que supuso graves pérdidas económicas para Chile; y el combate del Callao (2 de mayo), en el que la escuadra española al completo se enfrentó a las defensas de este puerto peruano. Tras cinco horas de enfrentamiento, la escuadra española se retiró sin lograr sus objetivos, que eran arrasar todas las defensas del Callao e incendiar el puerto. No obstante, los mandos españoles aseguraron que la victoria había sido suya, por una serie de razones, a saber:
- Por el mayor número de muertos y heridos que tuvieron los peruanos.
- Porque la casi totalidad de las baterías del puerto fueron silenciadas al punto de que al momento de retirarse la escuadra española, solo tres cañones del fuerte Santa Rosa continuaban disparando.
- Porque sus fuerzas navales permanecieron intactas, y aunque algunos buques tuvieron averías de consideración, estas se repararon, a tal punto que ocho días después pudieron darse a la vela para atravesar 3000 leguas de océano.

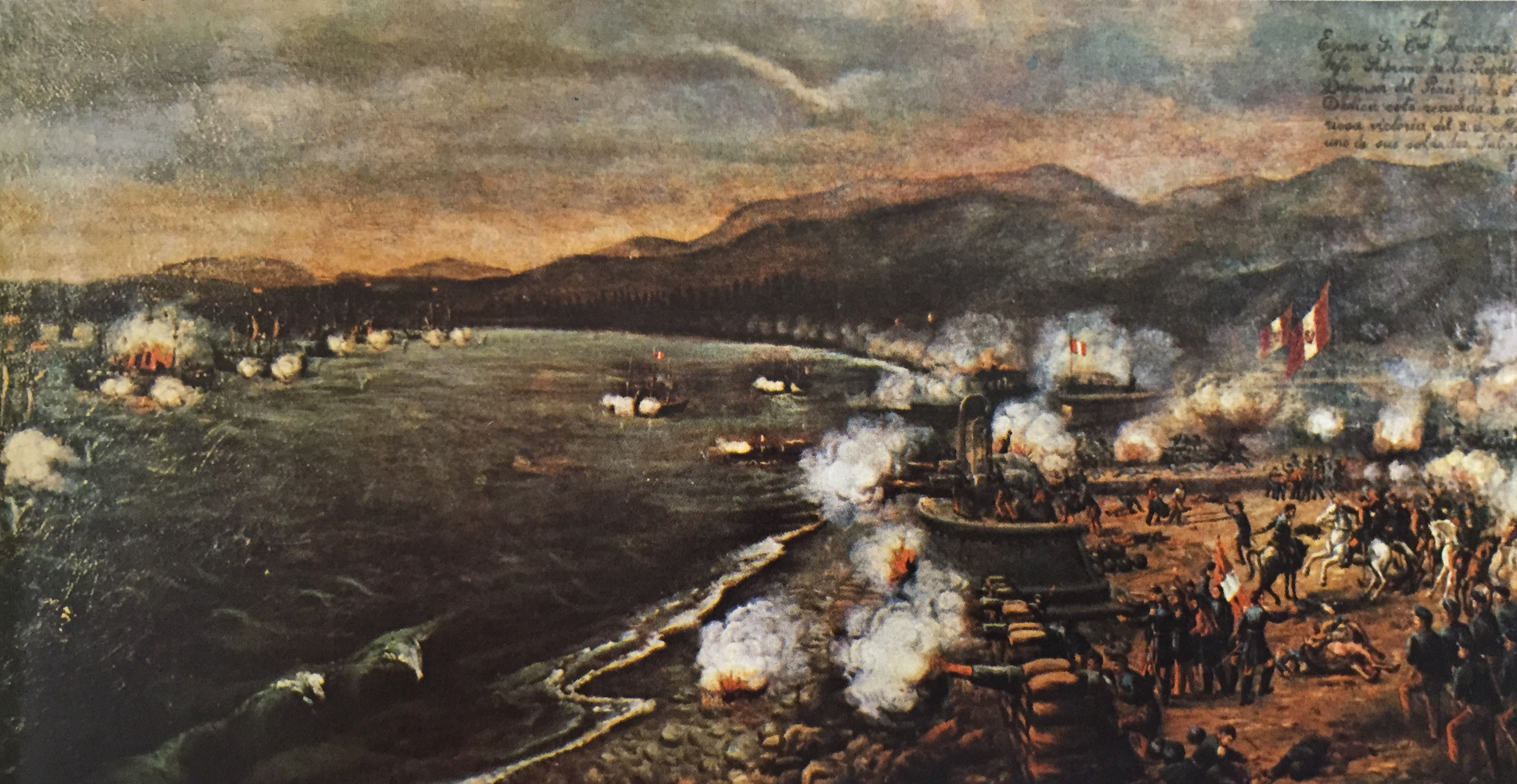
El Combate del Dos de Mayo del Callao.

Por su parte, los peruanos y sus aliados afirmaron que la victoria había sido para sus armas, alegando estas razones:
- Los cañones del puerto no cesaron de hacer fuego hasta el último instante del combate.
- Los daños que sufrieron las defensas peruanas no fueron de consideración (a excepción de la Torre de la Merced, donde falleció el ministro Gálvez), a tal punto que al día siguiente estaban expeditas para volver a actuar.
- La escuadra atacante se retiró definitivamente de aguas peruanas sin intentar repetir su ataque, pese a no haber logrado sus objetivos militares, que eran silenciar totalmente las baterías peruanas e incendiar el puerto.
- La guerra terminó sin que el gobierno español recibiera las satisfacciones exigidas a su par peruano. El Tratado Vivanco-Pareja no fue ratificado ni tampoco se pagó a España la deuda estipulada en la capitulación de Ayacucho de 1824.

Sea como fuese, lo cierto es que todo el Perú quedó convencido de su triunfo y se hicieron grandes celebraciones en todo su territorio, a las que se sumaron el resto de países de la Alianza. Mientras que la escuadra española, tras reparar sus averías, regresó a España, y aunque la paz definitiva no se firmaría hasta 1879, ya no hubo más enfrentamientos bélicos.
En el Perú se celebra desde entonces el 2 de mayo como una fecha cívica importante, y se cuenta a José Gálvez Egúsquiza entre los mayores héroes nacionales, pero hay opiniones divididas en cuanto a su significado: mientras que para unos fue una formidable victoria que ratificó la independencia obtenida en 1824, para otros solo tuvo un valor moral como muestra de dignidad frente a la intromisión de una potencia extranjera. En homenaje a los defensores del Callao, en 1874 se inauguró en un espacio público de Lima el monumento a la Victoria del Dos de Mayo (actual Plaza Dos de Mayo), que consiste en una columna coronada por la estatua de la deidad romana de la Victoria. Mientras que en España, este episodio bélico es prácticamente desconocido en la actualidad, y solo como tenue recuerdo una plaza y una estación del metro de Madrid lleva el nombre de Callao.

### Obras de la Dictadura
La obra de la Dictadura se concentró principalmente en el desarrollo de la guerra con España, pero también se enfocó en otros casos, como los siguientes:
- Se creó el departamento de Ica por decreto del 30 de enero de 1866.
- Se desarrolló una firme política internacional de tendencia americanista, apoyada en la victoria sobre España y, particularmente, en el combate del Dos de Mayo.
- Llegaron a aguas peruanas los buques de guerra que habían sido contratados en Inglaterra por el gobierno de Pezet: el monitor Huáscar y la fragata Independencia, meses después del combate del Callao. En esos momentos, el Perú contaba con la flota más poderosa del Pacífico Sur.[26]
- Se adquirieron de los Estados Unidos, dos buques de guerra: los monitores Manco Cápac y Atahualpa, por los que se pagó dos millones de pesos. Fueron traídos a remolque, recorriendo una larga ruta que constituyó toda una hazaña de los marinos peruanos. Arribarían en 1870, ya bajo el gobierno de José Balta. Se considera que se trató de una mala adquisición, ya que eran naves usadas y diseñadas para la navegación fluvial, no marítima. De hecho, acabaron siendo usados solo como pontones o baterías flotantes.[27] Se habló de sobrevaloración en la compra, con presumible corrupción, señalándose como uno de sus beneficiarios al mismo Prado, aunque no se ha logrado probar nada.[28]
- Se planeó atacar las posesiones españolas de Cuba y las Filipinas en represalia por los ataques en las costas chileno-peruanas. Se contrató al comodoro estadounidense John R. Tucker para dirigir la escuadra, lo que provocó una masiva protesta de oficiales peruanos, que se veían desplazados por un extranjero; entre estos se contaba Miguel Grau. Al final, debido a las reticencias del gobierno chileno, dicho plan libertador no se concretó.[29] Cabe destacar que, años después, dos hijos del presidente, Leoncio Prado y Grocio Prado, se enrolaron para luchar por la independencia de Cuba y son considerados héroes de la misma.
- La guerra había dejado al Perú en una muy mala situación económica. El ministro de Hacienda Manuel Pardo, intentó mejorar las finanzas públicas a través de un austero presupuesto y de la introducción de un sistema de impuestos a la propiedad, la industria y el trabajo. Esta iniciativa no prosperó, ante el rechazo de la opinión pública. La deuda del país crecería de forma desorbitada.[30]
- A través de su canciller Toribio Pacheco, el Perú protestó enérgicamente contra la guerra de conquista desatada por la Triple Alianza (Brasil, Argentina y Uruguay) contra Paraguay. En agradecimiento de este gesto, uno de los puertos fluviales de Paraguay lleva el nombre de Pacheco.[31]
- El 28 de julio de 1866 se dio un decreto por el cual se convocaba a elecciones en el mes de octubre para elegir simultáneamente a un Presidente Constitucional y un Congreso Constituyente. Prado fue candidato a la Presidencia de la República y como era de esperarse, logró el triunfo.[32]

### Presidencia provisoria (1867)
El Congreso Constituyente se instaló el 15 de febrero de 1867 y puede ser clasificado como de filiación liberal. Ese mismo día Prado se despojó de su autoridad dictatorial y fue designado por el Congreso como Presidente Provisional, mientras se proclamaba al Presidente Constitucional elegido en los comicios de octubre de 1866. Pero como al mismo tiempo Prado era el candidato electo en dichos comicios, este mandato provisorio resultaba ser una anomalía.
El principal propósito del Congreso era redactar una nueva Constitución Política, en reemplazo de la Constitución de 1860. En defensa de esta última, el ya veterano mariscal Ramón Castilla organizó su última aventura revolucionaria, en la provincia de Tarapacá, donde falleció en pleno desierto, cerca de Tiliviche, el 30 de mayo de 1867. No obstante, dejó encendida la chispa revolucionaria.

### Primera Presidencia Constitucional (1867-1868)
El Congreso Constituyente de 1867 elaboró una nueva Constitución Política fuertemente liberal, incluso más que la de 1856 (que había sido su modelo). Fue promulgada el 29 de agosto de 1867. Dos días después, el 31 de agosto, Prado fue proclamado Presidente Constitucional, aunque su mandato resultaría efímero.

#### La revolución de 1867

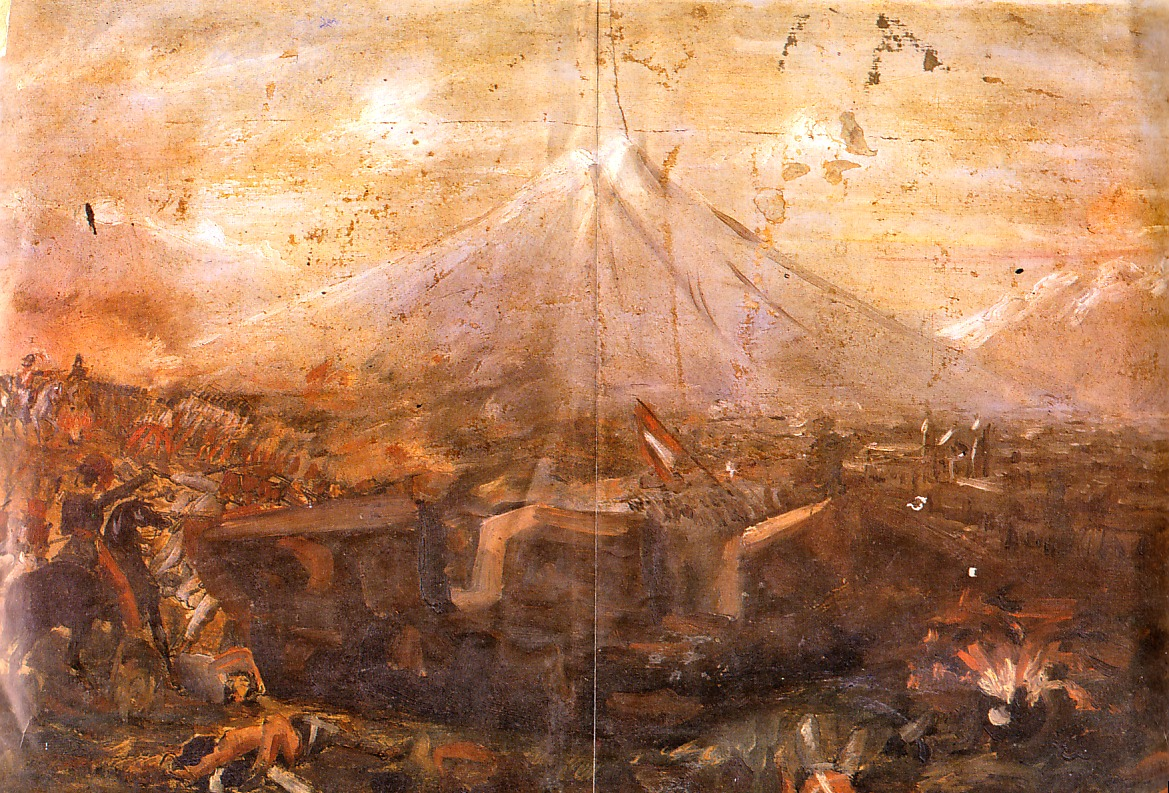
Sitio de Arequipa de 1867. Estampa de Ignacio Merino. Al extremo derecho se ve representado al presidente Mariano Ignacio Prado montado en caballo, dirigiendo el ataque a la ciudad. Al fondo, el volcán Misti.

La revolución estalló en Arequipa donde la ciudadanía se negó a jurar la Constitución de 1867, que fue quemada en la Plaza de Armas, el 11 de septiembre de 1867. Los revolucionarios alzaron la bandera de la defensa de la Constitución de 1860. Como jefe de la revolución fue reconocido el general Pedro Diez Canseco, al ser el segundo vicepresidente constitucional, según las elecciones de 1862, las últimas que los revolucionarios consideraban legítimas.
Prado encargó el poder a su presidente del Consejo de Ministros, general Luis La Puerta, el 12 de octubre de 1867, y viajó al sur, con el propósito de sofocar la revolución de Arequipa. Simultáneamente se prendió otro foco revolucionario en el norte, en Chiclayo, encabezado por el coronel José Balta.
Prado sitió Arequipa, pero no pudo tomarla tras dos intentos fallidos (el último de los cuales sucedió el 27 de diciembre de 1867), por lo que decidió volver a Lima, con su ejército reducido a 1800 hombres de los 6000 que originalmente lo componían. En Chiclayo el pueblo también resistió el asedio de las fuerzas gobiernistas.

#### Renuncia de Prado
De retorno hacia la capital, Prado desembarcó en el Callao el 5 de enero de 1868. Un cabildo abierto demostró el descontento popular a su gobierno, y Prado se vio obligado a renunciar en la persona del general Luis La Puerta, quien a la vez entregó el poder al alcalde de Lima, mariscal Antonio Gutiérrez de la Fuente. Pero el día 8 de enero llegó al Callao el general Francisco Diez Canseco, quien asumió provisoriamente el poder  hasta el día 22 de enero cuando lo entregó a su hermano, el general Pedro Diez Canseco.  Se restableció la Constitución de 1860 y se convocó a elecciones en las que resultó triunfador José Balta.

### Actuación entre 1868 y 1875
Tras renunciar a la presidencia, Mariano Ignacio Prado se trasladó a Chile. Estuvo ahí varios años, dedicado a la explotación del carbón de piedra de Carampangue y engrosando su fortuna, que en años posteriores le permitió viajar por Europa, desplegando un lujo inusitado. Al respecto, se sabe que en Chile tenía en arriendo perpetuo una propiedad de Guillermo Gibson Délano. Esta hacienda Maquehua se encontraba en Arauco en el río Carampangue en Chile. Prado pagaba 50 centavos por cada tonelada de carbón. Al fallecimiento del propietario, en 1877, Prado compró subavaluado el fundo Maquehua a la familia de Guillermo Gibson Délano quien era concuñado y deudor de Agustín Edwards Ossandón, diputado chileno.
Una versión afirma que, durante los últimos días del gobierno de José Balta en el Perú (1872), Prado preparó desde Chile una revolución, que se desataría en caso de que dicho gobernante intentase perpetuarse en el poder. Ello no ocurrió, y fue más bien Balta quien sufrió el golpe de Estado, por parte de los coroneles Gutiérrez, que terminó de la manera más trágica. Se dijo también que el gobierno chileno dio apoyo o aquiescencia a su proyectada revolución.
En 1872, Prado regresó al Perú y al año siguiente fue ascendido por el Congreso a General de Brigada, a propuesta del gobierno de Manuel Pardo y Lavalle.
Fue, asimismo, designado presidente de la Sociedad Fundadores de la Independencia y Vencedores del 2 de mayo de 1866 (1873-1875). En 1874 fue elegido diputado por El Callao y por la provincia de Cañete, y llegó a presidir su cámara del 28 de julio al 28 de agosto de 1874, y del 4 de junio al 20 de julio de 1875.

### Elecciones de 1876
Prado tuvo muy buenas relaciones con el presidente civilista Manuel Pardo, que había sido su secretario de Hacienda bajo su dictadura. Ya finalizando su gobierno, Manuel Pardo inauguró el monumento a la victoria del Callao del 2 de mayo de 1866, en la Plaza Dos de Mayo, lo que implicaba un reconocimiento implícito al gobierno del antiguo mandatario, que empezaba ya a ser voceado como potencial candidato presidencial, con el apoyo del civilismo.
Pardo convocó a elecciones para elegir a su sucesor. El Partido Civil se aprestaba a lanzar su candidato, pero la persona sindicada para ello, José Simeón Tejeda, falleció poco antes de iniciarse la campaña. Los civilistas, debido a sus disensiones, no se pusieron de acuerdo en nombrar candidato, y fue entonces cuando surgió la idea de apoyar al general Prado, visto su prestigio como hombre público no solo a nivel nacional sino continental. Su candidatura se oficializó el 31 de enero de 1875. Para enfrentar a Prado surgió la candidatura del contralmirante Lizardo Montero, que se erigió a título personal, pues no contaba con el apoyo de partido alguno. En ese entonces se realizaban las elecciones por el sistema de los colegios electorales. Las elecciones primarias fueron violentas y hubo varios muertos en Lima y otras ciudades del interior. Finalmente, resultó elegido Prado por abrumadora mayoría.
Mientras se daban los últimos actos del proceso electoral, Prado viajó a Londres, tanto por motivos de salud, como para cumplir una misión que le encomendó el gobierno de Pardo: negociar un arreglo con los tenedores de bonos de la deuda externa. Tuvo éxito en su gestión, consiguiendo reabrir el crédito para el Perú, aunque solo de manera temporal. La crisis de la deuda externa peruana se agudizó por esos años.

### Segunda Presidencia Constitucional (1876-1879)

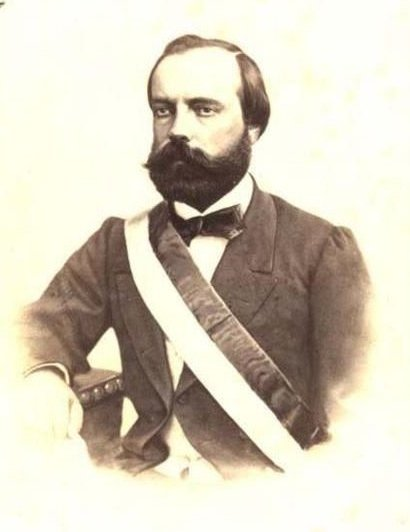
El Presidente Mariano Ignacio Prado.

El 2 de agosto de 1876, Prado recibió de manos del mismo Manuel Pardo la banda presidencial ante el Congreso reunido, reasumiendo así, por segunda vez, la presidencia constitucional. Le tocó gobernar en el momento más grave de la vida republicana del Perú, en que la crisis, económica e internacional, llegaron a su punto culminante; la crisis económica devino en la bancarrota, y la crisis internacional en la guerra con Chile, la más catastrófica que sufrió el Perú.
Ante la amenaza de bancarrota, Prado decidió tomar medidas radicales. En primer lugar, declaró disuelto el Contrato Dreyfus y lo reemplazó con el Contrato Raphael, realizado en Londres con una firma inglesa, que significó una nueva negociación del guano y que buscaba a la vez solucionar el problema de la deuda externa, muy crecida. Pero no dio el resultado esperado y la bancarrota fue entonces inevitable.
De otro lado, en el asunto del salitre, Prado tuvo que volver en 1877 a la política de expropiación de las salitreras iniciada por el anterior gobierno, lo cual produjo la irritación de los explotadores privados. Entre ellos había chilenos y británicos, que al igual que sus pares peruanos, consideraban la acción del gobierno una arbitrariedad contra las reglas del libre mercado. Otras medidas tomadas por el gobierno, como un impuesto aplicado a la minería y el restablecimiento de una contribución personal, no dieron los resultados esperados.
A todo ello se sumó una serie de sediciones internas, como las dos intentonas revolucionarias encabezadas por Nicolás de Piérola: la primera, que fue debelada en Yacango, en 1876; y la segunda que tuvo como episodio célebre la captura del monitor Huáscar por parte de los rebeldes, a bordo del cual enfrentaron con éxito a dos buques de la  armada británica, en aguas de Pacocha, el 29 de mayo de 1877. Luego de este episodio, Piérola depuso las armas.   En junio de 1877 estalló una tentativa subversiva en el Callao, maquinada por algunos civilistas, que fue debelada rápidamente. Involucrado el expresidente Manuel Pardo en esta intentona, tuvo que salir del país, rumbo a Chile, aunque volvió al año siguiente, tras ser elegido senador por Junín. Se cuenta que Pardo, no bien arribó al Perú, visitó a Prado y le advirtió de una inminente amenaza de guerra con Chile, ante lo cual, según él, no había sino dos alternativas: o evitarla o prepararse para enfrentarla.
El parlamento, dominado por el civilismo, desarrolló una labor de oposición que ató de manos al gobierno. Un hecho deplorable fue el asesinato de Manuel Pardo, el 16 de noviembre de 1878, en plena sede del Senado, cuya presidencia ejercía entonces. El autor fue un oficial de la guardia del Congreso, el sargento Melchor Montoya, y el móvil fue un asunto personal, aunque se trató de involucrar al pierolismo.
Y finalmente, el gobierno no tuvo la habilidad de poner al Perú al margen del conflicto que en 1879 estalló entre Chile y Bolivia, origen de la Guerra del Pacífico.

#### Obras y hechos importantes de su gobierno
- Se dio una ley del 12 de enero de 1877, de fomento de la actividad minera y las industrias relacionadas con ella. Se creó un impuesto de 15 soles al semestre sobre cada pertenencia minera y se mandó elaborar el padrón de minas, el cual, aunque todavía incompleto, arrojó la existencia de más de 90.000 pertenencias. Todavía las minas se trabajaban de manera empírica, sin la maquinaria adecuada para hacerlas rendir abundantemente. Faltaban capitales extranjeros, pero pese a ello, la minería empezó entonces a desarrollarse.
- Se introdujeron algunas mejoras en el sistema de aduanas, a fin de incrementar los ingresos provenientes de este ramo, los cuales, para 1877, constituían casi la tercera parte del presupuesto general.
- En 1878 se inauguró en Lima el servicio de autos o tranvías sobre rieles de tracción animal (tranvía de sangre), a cargo de una empresa particular.[57]
- En 1878 empezó la comunicación telegráfica directa entre el Perú y Londres.
- Fue creada la Escuela Normal de Mujeres, cuya dirección fue confiada a las religiosas del Sagrado Corazón.[58]
- Fueron concluidos el Jardín Botánico y el Laboratorio Químico.[58]
- El 14 de agosto de 1879, el Perú celebró en París el Tratado de Paz con España, acordando ambos países un total olvido del pasado y una paz sólida e inviolable en adelante, tratado que hasta el presente ha sido cumplido.

#### Guerra del Pacífico
Al iniciarse la guerra con Chile, Prado se trasladó al sur en su calidad de Director Supremo de Guerra, instalándose en Arica para estar cerca del teatro de la guerra. Tras el desenlace adverso para el Perú de la campaña naval y la campaña terrestre librada en el departamento de Tarapacá, regresó a Lima el 28 de noviembre de 1879 y fue a partir de entonces que decidió viajar a Europa con el fin de agilizar  personalmente la compra de los elementos necesarios para equilibrar el poderío naval del adversario. Ello, en vista que los comisionados encargados de tal labor habían fracasado repetidamente. En la proclama dirigida a la nación y al ejército, con fecha de 18 de diciembre de 1879, Prado explicó sus motivos:

“Los grandes intereses de la Patria exigen que hoy parta para el extranjero, separándome temporalmente de vosotros en los momentos en que consideraciones de otro orden me aconsejan permanecer a vuestro lado. Muy grandes y muy poderosos son en efecto los motivos que me inducen a tomar esta resolución. Respetadla, que algún derecho tiene para exigirlo así el hombre que como yo sirve al país con buena voluntad y completa abnegación”.

Partió el 19 de diciembre de 1879, con el permiso del Congreso y de su Consejo de Ministros, dejando como Presidente provisorio al anciano general Luis La Puerta.
Esto fue aprovechado por Nicolás de Piérola para realizar un golpe de Estado instaurándose luego como dictador, lo que frustró el propósito del viaje de Prado. Por decreto dado el 22 de mayo de 1880, Prado fue privado de sus derechos ciudadanos y aun borrado del escalafón, quedando así impedido de retornar.

#### El viaje fuera del país

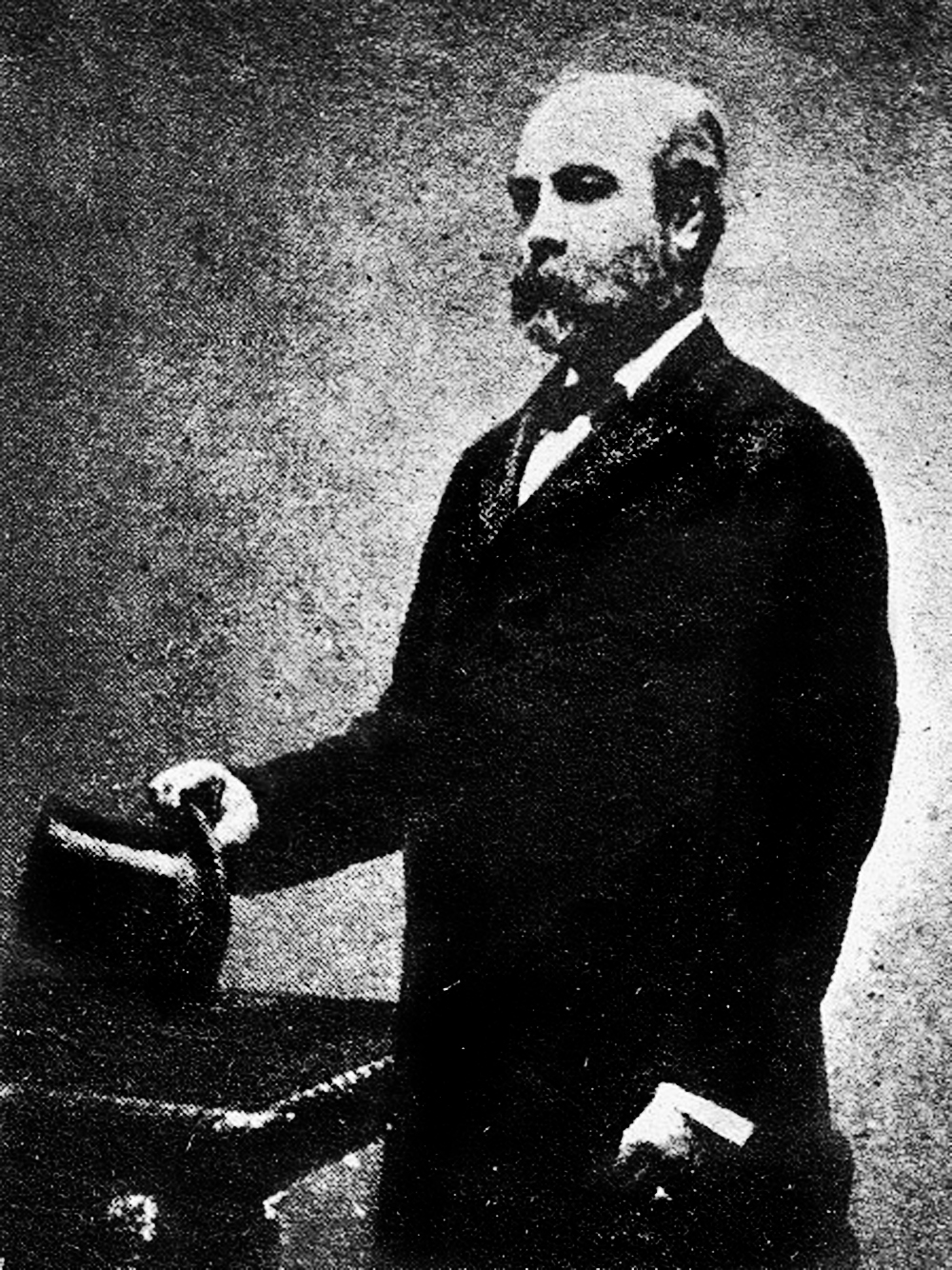
Mariano Ignacio Prado, de civil, en Francia.

Con respecto al cuestionado viaje al exterior que emprendió en diciembre de 1879, Prado lo justificó plenamente, pues consideraba que era necesaria su intervención personal para agilizar la adquisición de unidades navales en Europa, así como para lograr un arreglo con los acreedores del Perú, a fin de impedir que los chilenos siguieran explotando las riquezas de Tarapacá (recordemos que el guano, junto con el salitre, era la única riqueza importante que el Estado peruano las tenía como garantía de su crecida deuda externa). Los detractores de Prado dicen que solo se trató de una argucia para huir, pues supuestamente no estaba preparado para realizar una misión de esa envergadura (arguyen, por ejemplo, que carecía de talento o que no sabía hablar inglés), pero pasan por alto el hecho que, años antes, en 1876, Prado había representado al gobierno peruano ante los tenedores de bonos de la deuda externa peruana en Londres, en una misión para restablecer el crédito, que tuvo bastante éxito.
Un detalle significativo fue que Prado partió al extranjero dejando en el Perú a su esposa y a sus hijos, los mayores de los cuales se encontraban peleando en el teatro de guerra del sur. Tres de ellos fallecieron durante el conflicto: el primero, el capitán Grocio Prado, murió en la batalla del Alto de la Alianza; el segundo, Justo Prado, falleció de tuberculosis durante la cruda Campaña de la Breña; y el tercero, Leoncio Prado, fue fusilado por los chilenos tras la batalla de Huamachuco, convirtiéndose en uno de los mayores héroes del Perú. En una entrevista que dio Prado al diario Herald de Nueva York, argumentó en su defensa que no podía ser un fugitivo, ya que había dejado a su familia (su esposa y sus hijos menores) en Lima.
No obstante, Nicolás de Piérola calificó la salida de Prado del país como «vergonzosa deserción y fuga». La prensa condenó también el viaje con severos calificativos; y como era inevitable, la ciudadanía pronto siguió esa línea de opinión. Para la opinión pública era inadmisible que el director Supremo de Guerra se ausentara en pleno conflicto, acto que fácilmente fue interpretado como una deserción. Se agravaba más la situación al quedar el poder en manos del vicepresidente Luis La Puerta, un militar bastante anciano.
Cabe destacar que Prado, desde un punto de vista legal, no huyó del país, sino que partió al exterior al amparo de una autorización del Congreso dada meses atrás, al inicio de la guerra. El comunicado del Ministerio de Gobierno, Policía, Obras Públicas, Correos y Estadística, publicado en El Peruano n.º 103, página 409, del 10 de mayo de 1879, indica que 

El Congreso ... dando cumplimiento a lo dispuesto en los artículos 95 y 96 de la Constitución del Estado ha concedido licencia al Presidente de la República para que, si lo juzga necesario pueda mandar personalmente la fuerza armada, y salir del territorio nacional...

 A ello se sumó la autorización de su Consejo de Ministros, con el solitario voto en contra de José María Químper. En el puerto del Callao, Prado fue despedido por diversas autoridades; no hubo pues, por ningún lado, una fuga intempestiva o furtiva, como la leyenda lo ha pintado. No obstante, hay quienes consideran que la autorización congresal solo se refería a ausentarse en la zona correspondiente al frente de guerra, es decir, las fronteras de Bolivia y Chile, mas no a latitudes tan lejanas como Europa o los Estados Unidos.
El historiador Luis Humberto Delgado Coloma, en su obra escrita en defensa de Prado, transcribió una serie de cartas para demostrar que este fue alentado en su viaje por una serie de jefes militares como Grau, Cáceres y Montero, quienes habrían quedado convencidos de que la presencia del mandatario agilizaría la adquisición de navíos de guerra. Sin embargo, la autenticidad de dichas cartas ha sido cuestionada.
De otro lado, historiadores como Jorge Basadre, Mariano Felipe Paz Soldán y Sir Clements R. Markham han censurado la necesidad del viaje de Prado a Europa, pues se producía en un momento que el país requería de gobernabilidad. Consideran que Prado cometió un tremendo error político, que supieron aprovechar sus opositores. Basadre cree que bastaba que Prado hubiese enviado como negociador en Europa a una persona de prestigio.
A la acusación de fuga, se sumó también la de apropiación del dinero destinado a la compra de nuevos buques, dinero que había sido reunido mediante donativos populares. Sin embargo, Jorge Basadre señala al respecto que dichos fondos (que sumaban 200.000 libras esterlinas) fueron llevados a Europa por el comisionado Julio Pflücker y Rico, de modo que los encargados de adquirir los elementos navales en Europa tuvieron a su disposición ese dinero. Se sabe también que al salir del Perú, Prado solo recibió la suma de 3000 libras esterlinas, presumiblemente para atender sus gastos en el exterior en su calidad de mandatario autorizado por el Congreso. Asimismo, el historiador Luis Humberto Delgado Coloma, coincide con Basadre en el hecho de que Prado nunca tocó las donaciones de la ciudadanía para comprar buques en Europa, y que este dinero fue administrado por el pierolismo.
Contrariamente a lo afirmado por sus detractores, durante el segundo gobierno de Prado se hicieron insistentes gestiones para reforzar la escuadra, pero por una serie de razones fracasaron estas: ya sea por falta de crédito, por falta de dinero disponible, por el sabotaje de la diplomacia chilena, o por querellas políticas y personales. Pese a las dificultades, hay que resaltar que durante su gobierno llegaron algunos elementos bélicos por medio de la intermediación amistosa de países como Costa Rica, que despachó 6000 fusiles Remington y 600.000 cartuchos; Honduras, que despachó 1500 fusiles Remington y 150.000 cartuchos; y Nicaragua, que se ofreció a comprar un moderno acorazado para su país y cederlo luego al Perú. Otros embarques que debieron llegar se frustraron tras el golpe de Estado de Piérola.
Prado también envió a Europa a los comisionados Francisco Rosas y J. M. Goyeneche, para que negociaran la enorme deuda peruana y restablecieran el crédito. Dichos comisionados lograron el 7 de enero de 1880 firmar un contrato con la poderosa Sociedad General de Crédito Industrial, representante de los tenedores de bonos de la deuda externa peruana. Por ese contrato el Perú obtendría una fuerte suma de dinero (los historiadores calculan en dos millones de libras), teniendo como respaldo las riquezas guaneras y salitreras del sur. Con parte de ese dinero se planeaba la compra del acorazado estadounidense Steven's Battery, para poder contrarrestar de algún modo el poder naval chileno; también se estudiaban otras opciones navales. Cuando Piérola, que ya había usurpado el poder, se enteró del acuerdo con la Sociedad General de Crédito Industrial, lo desconoció y desautorizó, firmando su propio acuerdo con el grupo Dreyfus, el cual obtuvo, al parecer, beneficios excesivos en perjuicio de los intereses del Perú. Piérola también suspendió la adquisición del Steven's Battery, lo que fue una decisión acertada, pues se trataba de una batería flotante destinada a la defensa portuaria y que no habría soportado un viaje en aguas oceánicas desde Nueva York.
Según su propio testimonio, Prado quiso regresar al Perú y ponerse a las órdenes de Piérola, pero este le negó esa posibilidad al dar el decreto ya referido, donde lo acusaba de fuga, así como le privaba de sus derechos de ciudadano peruano. Prado defendió ardorosamente su conducta a través de un manifiesto que dio desde Nueva York, el 26 de junio de 1880. Según Prado, el propósito de Piérola al inculparlo era: 

“...satisfacer innobles y mezquinas pasiones e impedir de todos modos mi regreso a la patria por cuanto empieza ya la indignación pública a manifestarse contra él. Es lástima que éste pobre hombre, juzgándome como a sí mismo, se engañe y no comprenda que si deseo regresar, es únicamente por servir a mi país en la actualidad.”
Jorge Basadre Grohmann

### El retorno

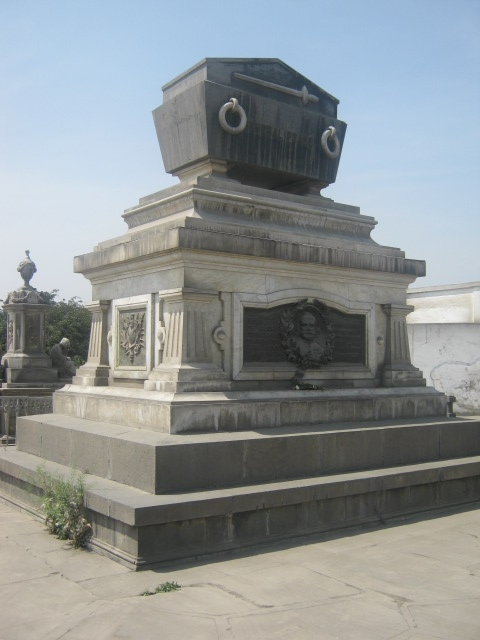
Tumba de Mariano Ignacio Prado en el Cementerio Presbítero Matías Maestro.

Terminada la guerra con Chile, Prado preparó su retorno al Perú. El gobierno del general Andrés A. Cáceres, por decreto del 11 de diciembre de 1886, levantó los impedimentos que obstruían su retorno. Cuando pisó suelo peruano, numerosas personalidades le recibieron, entre ellas el edecán del presidente Cáceres.
Instalado de nuevo en el Perú, Prado prefirió mantenerse al margen de la actividad pública, pero en dos oportunidades fue elegido presidente de la Sociedad Fundadores de la Independencia y Vencedores del 2 de mayo de 1866 (1890-1891 y 1896-1897).
Pero poco después viajó una vez más a Europa, por motivos de salud, y murió en París, Francia, el 5 de mayo de 1901, afectado de un cáncer lumbar, enfermedad que ya se había manifestado incluso durante la guerra del Pacífico y que le había limitado la realización de algunas actividades físicas.
Fue enterrado en el Cementerio Presbítero Maestro, en donde actualmente se encuentra junto a su hijo Manuel Prado Ugarteche.

## Descendencia
En su juventud tuvo cuatro hijos naturales, tres de los cuales lucharon y murieron en la guerra con Chile:
- Justo Prado Tafur (1850-1882), habido con Santos Tafur; se sumó al ejército cacerista al que acompañó en una fatigosa marcha por la sierra y murió víctima de tuberculosis;
- Leoncio Prado Gutiérrez (1853-1883), habido con María Avelina Gutiérrez; fue fusilado tras la batalla de Huamachuco, en 1883, y es considerado uno de los máximos héroes del Perú;
- Grocio Prado Linares (1857-1880), habido con Casilda Linares Neyra; murió batiéndose en la batalla del Alto de la Alianza, en 1880; y
- Carmen Prado Bejarano (1863-1898), habida con Luz Bejarano.

Ya maduro y con prestigio en la carrera de las armas, Mariano se casó el 26 de noviembre de 1864 con María Magdalena Josefa de los Dolores Ugarteche Gutiérrez y Cossío (1842-1917), una dama arequipeña de alcurnia, con quien tuvo once hijos:
- Quintina Joaquina Prado Ugarteche (1865), fallecida de bronquitis poco antes de cumplir el año;
- Maximiliano Prado Ugarteche (1866-1904);
- María Magdalena Juliana Prado Ugarteche (1867-1950), que se casó con Juan Manuel Peña y Costas, nieto del presidente Manuel Costas Arce (de donde proviene la familia Peña Prado);
- Delfina Prado Ugarteche (1868-1869), fallecida a los pocos meses de nacida;
- Mariano Ignacio Carlos Heraldo Prado Ugarteche (1870-1946), que fue abogado y empresario, fundador del Banco Popular, que daría origen al llamado Imperio Prado;
- Max Javier Prado Ugarteche (1871-1921), que fue un catedrático universitario y político, llegando a ser canciller de 1905 a 1906, primer ministro en 1910, y rector de la Universidad Nacional Mayor de San Marcos de 1915 a 1920;
- Enrique del Carmen Prado Ugarteche (1874-1876);
- Josefa Prado Ugarteche (1878-1881);
- Rosa Luisa Prado Ugarteche (1879-1936), que profesó de monja;
- Jorge Antonio Prado Ugarteche (1887-1970), también político, que fue primer ministro en 1933 y candidato a la presidencia en 1936; y
- Manuel Carlos Antonio Prado Ugarteche (1889-1967), ingeniero de profesión, que llegó a ser dos veces presidente constitucional del Perú (1939-45 y 1956-62).

| Predecesor: Pedro Díez-Canseco 2.º vicepresidente de la República | Jefe Supremo del Perú 28 de noviembre de 1865 a 15 de febrero de 1867            | Sucesor: Él mismo (Presidente Provisional)                  |
| Predecesor: Él mismo (Jefe Supremo del Perú)                      | Presidente Provisional del Perú 15 de febrero de 1867 a 31 de agosto de 1867     | Sucesor: Él mismo (Presidente Constitucional)               |
| Predecesor: Él mismo (Presidente Provisional)                     | Presidente Constitucional del Perú 31 de agosto de 1867 a 5 de enero de 1868     | Sucesor: Luis La Puerta Presidente del Consejo de Ministros |
| Predecesor: Manuel Pardo Presidente Constitucional                | Presidente Constitucional del Perú 2 de agosto de 1876 a 18 de diciembre de 1879 | Sucesor: Luis La Puerta vicepresidente de la República      |